# Nióbio
O nióbio é um elemento químico, de símbolo Nb, número atômico 41 (41 prótons e 41 elétrons) e massa atômica 92,9 u. É um elemento de transição pertencente ao grupo 5 (anteriormente denominado 5B) da classificação periódica dos elementos. O nome deriva da deusa grega Níobe, filha de Dione e Tântalo — este último, por sua vez, nomeou outro elemento do grupo 5, o tântalo. É usado principalmente em ligas de aço para a produção de tubos condutores de fluidos. Em condições normais, é sólido. Foi descoberto em 1801 pelo inglês Charles Hatchett.
O nióbio têm propriedades físicas e químicas similares ao do elemento químico tântalo e, portanto, ambos são difíceis de distinguir. Em 1801, o químico inglês Charles Hatchett relatou a descoberta de um material similar ao tântalo e o denominou colúmbio. Em 1809, o químico inglês William Hyde Wollaston, erroneamente, concluiu que o tântalo e o colúmbio eram idênticos. Em 1846, o químico alemão Heinrich Rose estabeleceu que os minérios de tântalo continham um segundo elemento que foi batizado como nióbio. Entre 1864 e 1865, ficou esclarecido que "nióbio" e "colúmbio" eram dois nomes do mesmo elemento, sendo assim, por quase um século adotados esses termos de forma intercambiável. O nióbio foi oficialmente reconhecido como um elemento químico em 1949, mas o termo colúmbio ainda é utilizado na metalurgia estadunidense.
As primeiras aplicações comerciais desse elemento datam do começo do século XX. Existem poucas minas de nióbio com viabilidade econômica. O Brasil é historicamente o primeiro produtor mundial de nióbio e ferronióbio (uma liga de nióbio e ferro) e é responsável por 75% da produção mundial do elemento.
É muito utilizado nas ligas metálicas, em especial na produção de aços especiais utilizados em tubos de gasodutos. Embora essas ligas contenham no máximo 0,1 % de nióbio, essa pequena porcentagem confere uma grande resistência mecânica ao aço.
A estabilidade térmica das superligas que contêm nióbio é importante para a produção de motores de aeroplanos, na propulsão de foguetes e em vários materiais supercondutores. As ligas supercondutoras do tipo II, também contendo titânio e estanho, são geralmente usadas nos ímãs supercondutores usados na obtenção das imagens por ressonância magnética. Outras aplicações incluem a soldagem, a indústria nuclear, a eletrônica, a óptica, a numismática e a produção de joias. Nestas duas últimas aplicações é utilizado pela sua baixa toxicidade e pela possibilidade de coloração por anodização.

## História
O nióbio (mitologia grega: Níobe, filha de Tântalo) foi descoberto pelo químico inglês Charles Hatchett em 1801. Ele encontrou um novo mineral extraído na Inglaterra por volta de 1734 por John Winthrop (filho de John Winthrop, o jovem que foi o primeiro governador de Connecticut), que nomeou o mineral como columbita e o novo elemento como colúmbio, homenageando a personagem poética estadunidense Colúmbia. O colúmbio descoberto por Hatchett era provavelmente uma mistura de nióbio e tântalo.
Ocorreram muitas discussões sobre a diferenciação entre colúmbio (nióbio) e tântalo. Em 1809, o químico inglês William Hyde Wollaston comparou os óxidos derivados de ambos: o colúmbio-columbito (densidade acima de 5,918 g/cm3) e o tântalo-tantalita (densidade acima de 8 g/cm3) e concluiu que os dois óxidos eram idênticos, apesar da significativa diferença de densidade. Por isso Wollaston manteve o nome tântalo. Essa conclusão foi questionada em 1846 pelo químico alemão Heinrich Rose, argumentando que havia dois elementos químicos diferentes na tantalita, que nomeou em homenagem à criança de Tantalus: nióbio (de Níobe), e pelônio (de Pelops). Estas disputas ocorreram devido às mínimas diferenças existentes entre o tântalo e o nióbio. A afirmação dos elementos pelônio, ilmênio e diânio foi semelhante à do nióbio ou nas misturas de nióbio e tântalo.
As diferenças entre o tântalo e o nióbio foram confirmadas em 1864 por Christian Wilhelm Blomstrand, Henri Etienne Sainte-Claire Deville, e Louis J. Troost, que determinaram as fórmulas de alguns dos compostos em 1865 e, finalmente, pelo químico suíço Jean Charles Galissard de Marignac em que 1866, comprovou a existência dos dois elementos químicos. Os artigos sobre o ilmênio continuaram a aparecer até 1871.
De Marignac foi pioneiro na redução de nióbio, com o aquecimento do cloreto de nióbio em atmosfera modificada de hidrogênio em 1864. Embora fosse capaz de produzir o nióbio sem tântalo em larga escala em 1866, somente no início do século XX é que o nióbio passou a ser utilizado em escala comercial, nos filamentos das lâmpadas incandescentes. Ele rapidamente tornou-se obsoleto com a substituição do nióbio pelo tungstênio, que tem um elevado ponto de fusão, e, assim, tornou-se o preferido para a utilização em lâmpadas incandescentes. A descoberta que o nióbio melhora o micro aços-ligas foi realizada em 1920, onde predominou-se com a sua aplicação. Em 1961, o físico americano Eugene Kunzler e seus colaboradores da Bell Labs descobriram que a folha de flandres de nióbio apresentam supercondutividade na presença da corrente elétrica e dos campos magnéticos, fazendo o primeiro material resistente à grandes correntes e os campos necessários para ímãs e maquinários de alta potência. Esta descoberta levariam, duas décadas depois, à produção de longos cabos multivertentes que poderiam ser utilizados nas bobinas, poderosos eletroímãs para máquinas rotativas, aceleradores de partículas ou detectores de partículas.

### Desenvolvimento etimológico do elemento
O Colúmbio (símbolo Cb) foi o primeiro nome adotado pelo seu descobridor, Hatchett, utilizado pelas publicações norte-americanas, como a Sociedade Americana de Química, até o ano de 1953, enquanto a Europa já utilizava o termo nióbio. Para evitar confusões, o termo nióbio foi escolhido para ser o elemento 41 da 15° Conferência da União de Química em Amsterdã em 1949. Um ano após este termo ser oficialmente instituído pela União Internacional de Química Pura e Aplicada (IUPAC) após um século de controvérsia, muitas sociedades químicas, organizações governamentais, grande parte dos metalúrgicos e produtores comerciais do metal, em especial, às norte-americanas, referem-se ao elemento 41 como Colúmbio. Não é exclusividade do nióbio ter mais um termo, por exemplo, a IUPAC aceita que o tungstênio seja chamado volfrâmio, em deferência a utilização deste termo nos Estados Unidos e o nióbio como alternativa de colúmbio, em deferência a utilização deste termo na Europa. Não sendo universal e que muitas lideranças das sociedades de química e organizações governamentais referem-se ao termo nióbio, adotado pela IUPAC, enquanto muitas lideranças do setor da metalurgia e o Serviço Geológico dos Estados Unidos ainda referem para o metal pelo nome original de "colúmbio".

## Produção de nióbio no Brasil

### Histórico

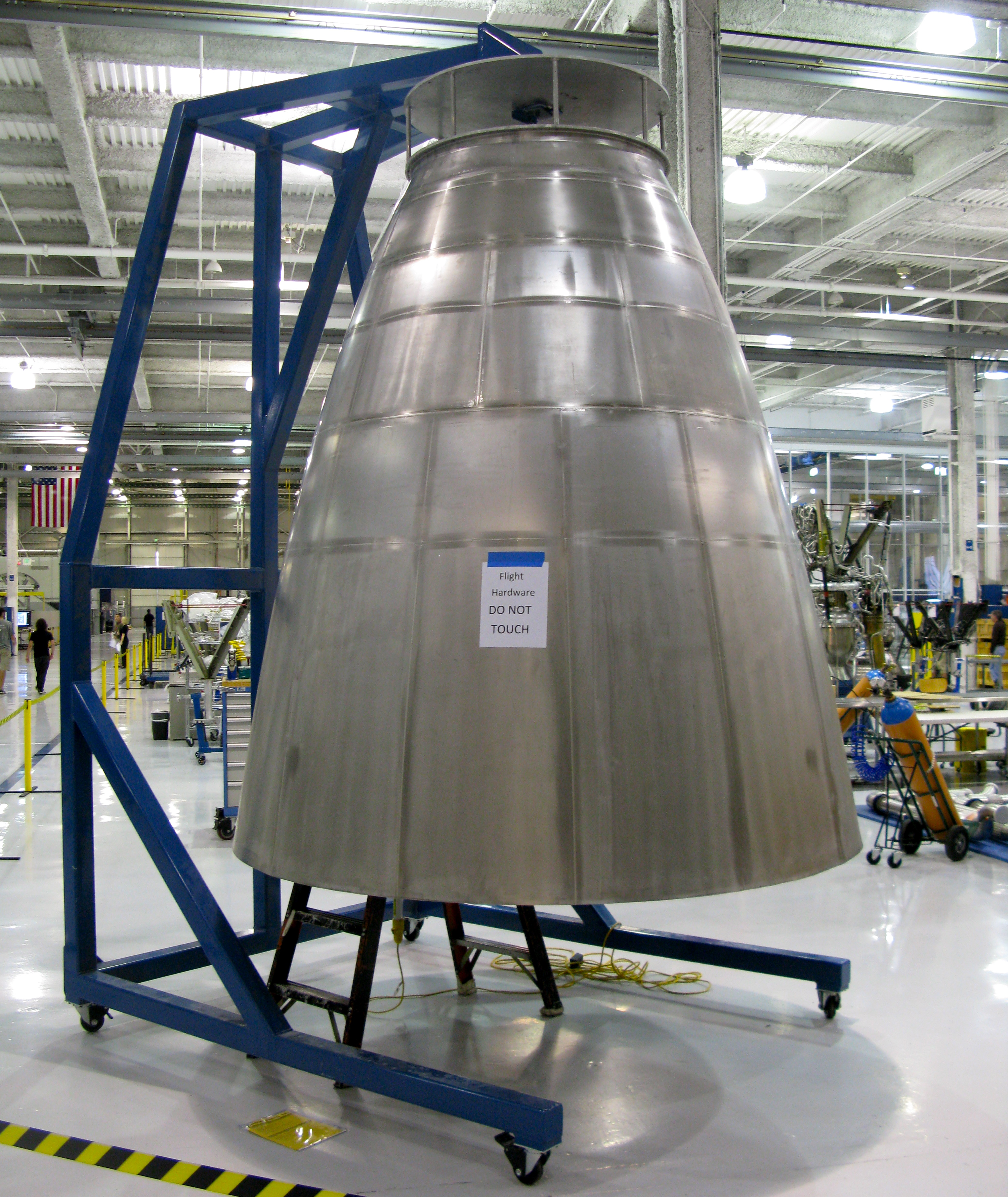
Bocal do motor Merlin usado no Falcon 9, que possui nove motores Merlin agrupados.

A partir de meados do século XX, o geólogo Djalma Guimarães descobriu a maior mina de pirocloro na região do Barreiro, em Araxá, do qual se descobriu a maior mina de nióbio encontrada até a atualidade no Planeta Terra. Simultaneamente, houve o desenvolvimento das corridas espaciais nos Estados Unidos e na Rússia, que expandiu de forma exponencial no consumo de nióbio por parte da indústria aeroespacial.
Em 1955, a CBMM iniciou as suas operações industriais. Em 1965, o almirante norte-americano Arthur Radford convenceu o banqueiro Walther Moreira Salles a investir no mercado de nióbio, que atualmente é o maior produtor mundial. Entre 1959 até 1965, a companhia desenvolveu uma técnica de concentração de nióbio nas ligas entre 2,5% até 60% - utilizado em especial na indústria siderúrgica.
Em 1973, a companhia Anglo American instalou no Brasil e, em 1979, começou a implantação da mina de Niquelândia, em Goiás.
Atualmente, o Brasil tem três empresas no setor da exploração do nióbio, sendo elas: a Companhia Brasileira de Metalurgia e Mineração (CBMM), o Anglo American Brasil Ltda. (Mineração Catalão Goiás), e a Mineração Taboca (Grupo Paranapanema).
O Brasil concentra 98% das reservas conhecidas de nióbio no mundo, 4,0 milhões de toneladas economicamente exploráveis.
Em Minas Gerais estão as maiores reservas brasileiras de pirocloro. A liga de ferronióbio é produzida através de uma sociedade em conta de participação, cuja Companhia de Desenvolvimento Econômico de Minas Gerais (Codemig) figura como sócio participante e a Companhia Brasileira de Metalurgia e Mineração (CBMM) como sócio ostensivo, cujo acionista majoritário é o grupo Moreira Salles.
O site WikiLeaks divulgou em 2010 documentos sigilosos em que consta uma lista de locais vitais aos Estados Unidos em outros países. O documento enviado pelo Departamento de Estado dos Estados Unidos lista cabos submarinos com conexões em Fortaleza e no Rio de Janeiro e minas de minério de ferro, manganês e nióbio em Minas Gerais e em Goiás. O nióbio é usado em superligas e na fabricação de magnetos para tomógrafos de ressonância magnética.
Na cidade de Campinas, em 8 de Outubro de 2021, o CNPEM/MCTI realizou a 1ª Feira Brasileira do Nióbio. O presidente Jair Bolsonaro e os ministros Marcos Pontes (Ciência, Tecnologia e Inovações), Walter Braga Netto (Defesa) e Milton Ribeiro (Educação) estiveram presentes na abertura do evento. A feira exibiu produtos de nióbio desenvolvidos em conjunto por empresas e centros de pesquisa.

### Controvérsias
A discussão sobre a subfaturamento sob os royalties e o valor de mercado, além da ausência do controle do preço do nióbio, já é comentado nas instâncias políticas desde 2005, quando Marcos Valério afirmou na CPI dos Correios, onde o Banco Rural conversou com José Dirceu a respeito de uma mina do Amazonas. O político Eneas Carneiro (1938-2007) afirmou que só a riqueza produzida pelo nióbio no Brasil correspondia ao PIB, que na época era R$ 2,6 trilhões em 2007.
Em 2010, vazou um documento pela Wikileaks que, incluía as minas e jazidas de nióbio no Brasil como recursos e infraestrutura estratégicos e imprescindíveis aos Estados Unidos. A CPRM (Serviço Geológico do Brasil), defendeu a política dos preços utilizados na venda do nióbio, indicando como exemplo a China, que perdeu mercado desta commodity quando reduziu a oferta de terras-raras e elevou os preços, o mercado da mineração iniciou a investir em novos cinquenta projetos, do qual o Brasil tomasse a mesma atitude, também teriam as mesmas consequências.
Além disso, Elmer Salomão, Presidente da Associação Brasileira das Empresas de Pesquisa Mineral - ASPM comentou a respeito das denúncias:
Nosso nióbio tem um preço “praticamente imbatível" e se ele for elevado outras jazidas no mundo todo entrarão em produção. (Lembrando da China quando ela decidiu reduzir a oferta e aumentou o preço das terras-raras, acarretando no surgimento de 50 novos projetos de produção desses bens minerais.)
E, advertiu:
 O setor mineral tem contribuído para os investimentos no país e para o superávit da balança comercial, e não deve ser utilizado como combustível ideológico para políticas intervencionistas.
E, defendeu:
 Se o Brasil não está aproveitando hoje suas riquezas minerais como deveria é porque não tem uma política industrial nesse sentido. O que não podemos fazer é guardar toneladas de minério sem saber se no futuro isso será tecnologicamente utilizado ou não. Somos obrigados a aproveitar os nossos recursos minerais justamente devido à revolução tecnológica. A idade da pedra não acabou por causa da pedra, mas porque a pedra foi substituída por outra coisa.

### Pesquisas
Algumas universidades brasileiras, como a USP, UNESP e da UFRJ, pesquisam sobre as características do nióbio, a fim de desenvolver tecnologias no setor de supercondutores, na geração e transmissão de energia elétrica, no sistema de transporte e na mineração, sendo amplamente empregados na construção de equipamentos químicos, mecânicos, aeronáuticos, biomédicos e nucleares.
Para aumentar o valor agregado e o consumo do nióbio, vieram às pesquisas no Brasil, vieram as primeiras pesquisas com a fundação do Programa de Engenharia Metalúrgica e de Materiais no Coppe (Instituto Alberto Luiz Coimbra de Pós-Graduação e Pesquisa de Engenharia) em 1967.
O Projeto Nióbio no Departamento de Engenharia de Materiais - DEMAR da Escola de Engenharia de Lorena - EEL da Universidade de São Paulo - USP Lorena em 1975-1976 sob comando do Dr. José Walter Bautista Vidal, secretário de tecnologia industrial do então Ministério da Indústria e do Comércio do Brasil. Atualmente, os institutos de física e de materiais pesquisam sobre o nióbio.
Em 2009, o trabalho de pesquisa da COPPE, na UFRJ (Universidade Federal do Rio de Janeiro), obteve uma patente internacional para uma tinta anticorrosiva a base de nióbio num processo denominado niobização e em 2013 o Projeto Nióbio, desenvolveu os diagramas de fases para os elementos nióbio (Nb), cromo (Cr) e boro (B).

### Reservas de nióbio
| Estado       | Região                   | Minério                        | Quantidade encontrada | Quantidade de mineral (quilogramas) lavrável de Nb2O5 |
| ------------ | ------------------------ | ------------------------------ | --------------------- | ----------------------------------------------------- |
| Amazonas     | Presidente Figueiredo    | Columbita/Tantalita Primária   | 187 480 054 000 kg    | 431 204 123 kg                                        |
| Amazonas     | São Gabriel da Cachoeira | Columbita/Tantalita Secundária | 38 376 000 000 kg     | 1 094 000 kg                                          |
| Bahia        | Itambé                   | Pirocloro                      | Em pesquisa           | Em pesquisa                                           |
| Goiás        | Catalão                  | Pirocloro                      | 5 717 864 000 kg      | 89 037 000 kg                                         |
| Goiás        | Ouvidor                  | Pirocloro                      | 3 846 695 000 kg      | 3 159 kg                                              |
| Minas Gerais | Araxá                    | Pirocloro                      | 105 770 851 000 kg    | 21 590 000 000 kg                                     |
| Minas Gerais | Araçuaí                  | Columbita/Tantalita Primária   | 6 000 kg              |                                                       |
| Minas Gerais | Nazareno                 | Columbita/Tantalita Primária   | 655 124 000 kg        |                                                       |
| Minas Gerais | Tapira                   | Pirocloro                      | 21 590 000 000 kg     | 48 000 kg                                             |
| Rondônia     | Ariquemes                | Columbita/Tantalita Secundária | 2 470 000 000 kg      | 760 000 kg                                            |
| Rondônia     | Jamari                   | Columbita/Tantalita Secundária | 11 049 415 000 kg     | 911 081 000 kg                                        |

Dados:

## Características principais

### Físicas
O nióbio é um material lustroso, com coloração cinza brilhante, dúctil, um metal paramagnético no Grupo 5 da Tabela Periódica, embora tenha uma configuração eletrônica anômala se comparado com os outros membros  Isso pode ser observado nos vizinhos como o rutênio (44), o ródio (45) e o paládio (46).
| Z   | Elemento Químico | Número de elétrons                 |
| --- | ---------------- | ---------------------------------- |
| 23  | Vanádio          | 2, 8, 11, 2                        |
| 41  | Nióbio           | 2, 8, 18, 12, 1                    |
| 73  | Tântalo          | 2, 8, 18, 32, 11, 2                |
| 105 | Dúbnio           | 2, 8, 18, 32, 32, 11, 2 (previsto) |

Torna-se um material supercondutor sob temperaturas criogênicas. Sob pressão atmosférica, possui a temperatura crítica mais elevada dos elementos supercondutores: 9,2 K, tendo a melhor supercondutividade. Além disso, ele é um dos três elementos supercondutores Tipo 2, junto com o vanádio e o tecnécio. As propriedades supercondutoras são fortemente dependentes de sua pureza. Quanto mais puro, mais mole e dúctil, porém, as impurezas do nióbio o tornam mais duro.
O metal tem uma baixa captação de nêutrons térmicos e, consequentemente, utiliza-se nas indústrias nucleares.

### Isótopos
O nióbio na natureza existente é composto de um isótopo estável, o 93Nb. Em 2003, pelo menos 32 radioisótopos também foram sintetizados, onde a massa atômica variam entre 81 até 113. O mais estável entre eles é o 92Nb com uma meia-vida estimada de 34,7 milhões de anos, enquanto, o menos estável tem a meia-vida de 30 milisegundos. Quanto à tendência a decaimento, os isótopos com massa atômica com até 93Nb têm decaimento beta positivo (β+), enquanto os mais pesados têm decaimento beta negativo (β-), com algumas exceções. Os isótopos 81Nb, 82Nb, e84Nb têm β+ decaem pela emissão de prótons, enquanto o 91Nb decai pela emissão protônica e a captura eletrônica e o 92Nb decai tanto por β+ e β-.
Pelo menos 25 isômeros nucleares tenham sido descritos, baldeando-se a massa atômica entre 84 até 104. Com esta ordem, somente os isótopos 96Nb, 101Nb e 103Nb não são classificados como isômeros. Entre eles, o isômero mais estável é o 84mNb com meia-vida de 16 anos e 47 dias, enquanto, a menos estável tem meia-vida de 103 ns. Todos os isômeros de nióbio decaem pela transição isomérica ou pelas partículas beta, exceto 92m1Nb, que tem um elétron menor capturado pela cadeia de desintegração.

### Ocorrência

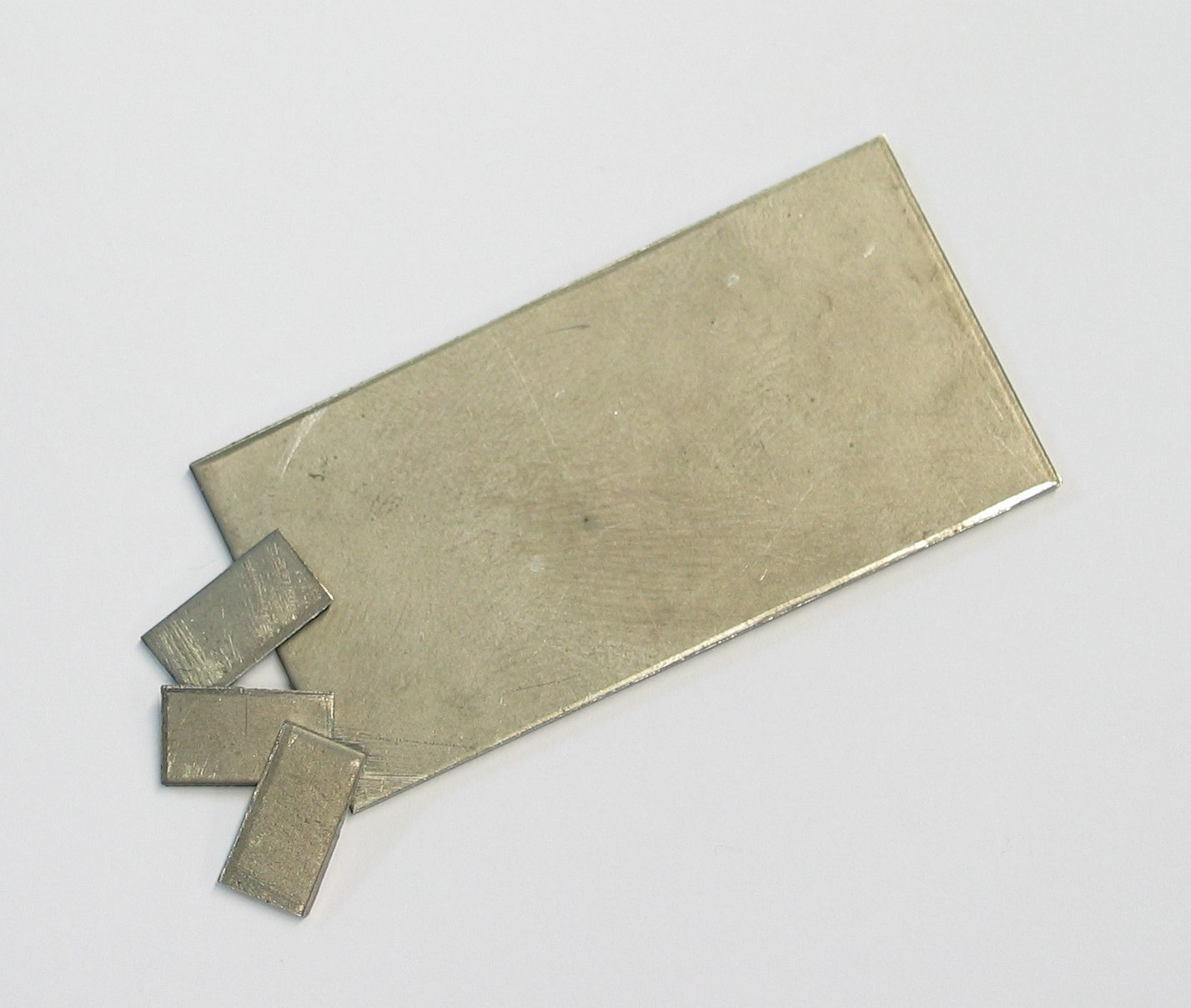
Placa de nióbio.

Estima-se que o nióbio seja o 33° elemento mais abundante da Terra, com concentração de 20 ppm. Alguns pensam que a abundância do nióbio no planeta é muito maior, porém não é possível encontrar mais fontes dos elementos porque estes estão no núcleo terrestre por causa da sua elevada densidade. O elemento nunca foi encontrado livre na natureza. Os minérios que contêm nióbio também contém tântalo, como a niobite (columbita) (Fe, Mn)(Nb, Ta)2O6 e o coltan [(Fe, Mn)(Ta, Nb)2O6]. Os minerais de columbita-tantalita são geralmente os minerais mais encontrados nas intrusões alcalinas e de pegmatito. Nos niobatos também se encontram elementos como o cálcio, urânio, o tório e metais de terras raras. Os exemplos de niobatos são: os minerais de pirocloro (NaCaNb2O6F), e euxenita [(Y, Ca, Ce, U, Th) (Nb, Ta, Ti)2O6]. Grandes depósitos de nióbio foram encontrados associados à rochas de carbono – silicatos, e, como constituinte do pirocloro.
Os dois maiores depósitos de pirocloro foram descobertos em 1950,no Brasil e no Canadá, e ambos são até hoje os maiores produtores de minério de nióbio. O maior depósito de intrusão de carbonatita está localizada em Araxá, Minas Gerais, no Brasil, que está sendo extraída pela CBMM (Companhia Brasileira de Metalurgia e Mineração) e o outro depósito está localizado em Goiás que está sendo extraída pela Anglo American (por meio da subsidiária Mineração Catalão), onde se extraí uma intrusão subterrânea de carbonatita. Estas duas minas brasileiras produzem cerca de 75% da demanda mundial de nióbio. A terceira maior produtora de nióbio é a mina subterrânea de carbonatita de Niobec, em Saint-Honoré próximo de Chicoutimi, Quebec, sendo extraída pela Iamgold Corporation Ltd, que produz cerca de 7% da demanda mundial. Os depósitos do Quênia, em Kwale, estão na sexta colocação entre os maiores produtores do mundo.
Novas minas de nióbio podem ser extraídas nos próximos anos. Segundo estudos geológicos, foram descobertos potenciais depósitos de extração viável nas regiões de Elk Creek, Nebraska e de Rondônia.

### Químicas
O metal tem uma coloração azulada quando exposto ao ar em temperatura ambiente por um longo tempo. Apesar de ter um alto ponto de fusão (2 468 °C), ele tem uma densidade menor se comparado com outros metais refratários. Além disso, tem resistência à corrosão, apresentam propriedades supercondutoras, e nas camadas de óxidos - propriedades dielétricas.
O nióbio é ligeiramente menos eletropositivo e mais denso do que o seu predecessor da tabela periódica, zircônio, sendo-o virtualmente idêntico com os átomos de tântalo, devido à contração dos lantanídeos. Como resultado, as propriedades químicas do nióbio são similares ao do tântalo, que aparece diretamente abaixo do nióbio na tabela periódica. Embora a sua resistência à corrosão não seja tão proeminente como no tântalo, seu preço baixo e a sua abundância, o faz um produto atrativo para reduzir a demanda de revestimentos nas indústrias químicas.

## Compostos
O nióbio têm diversas características similares ao tântalo e ao zircônio. Ele reage com muitos elementos químicos da classe dos não metais em altas temperaturas: o nióbio reage com o fluoreto numa caldeira com gás cloro e hidrogênio sob temperatura de 200 °C e com nitrogênio com temperatura de 400 °C, produzindo os produtos intersticiais e não estequiométricos. O metal começa a oxidar na atmosfera sob temperatura de 200 °C, e é resistente à corrosão e ao contato de elementos alcalinos e por ácidos, incluindo água regia, o ácido clorídrico, o ácido sulfúrico, o ácido nítrico e o ácido fosfórico. O nióbio é atacado pelo ácido fluorídrico, e, por misturas de ácido fluorídrico com o ácido nítrico.
Embora o nióbio apresente todos os estados de oxidação formal de +5 à −1, na maioria dos compostos de nióbio, encontra-se geralmente no estado de oxidação +5. Os compostos que têm estados de oxidação menor de +5 geralmente têm ligações Nb–Nb.

### Carbonetos e nitretos
Outros compostos binários de nióbio incluem o nitreto de nióbio (NbN), que estão um supercondutor sob baixas temperaturas e é utilizado nos detectores de radiação eletromagnética. O carboneto de nióbio é o NbC que é um material extremamente duro, refratário, cerâmico, comercialmente utilizado em bits no setor de ferramentaria.

### Haletos

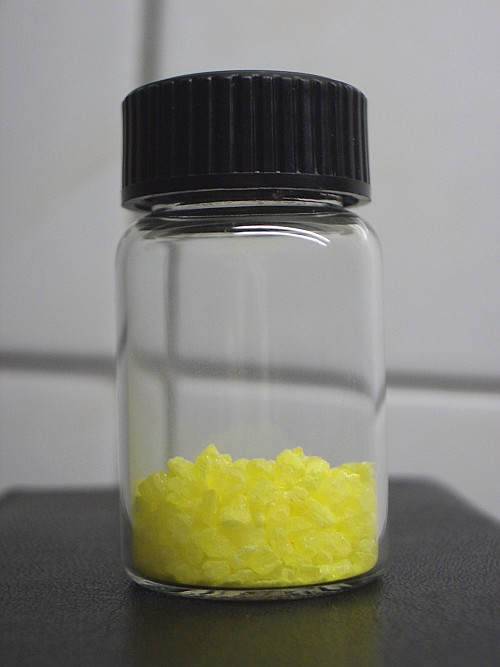
Uma amostra de pentacloreto de nióbio (porção amarelo) que foi parcialmente hidrolisada (material branco).

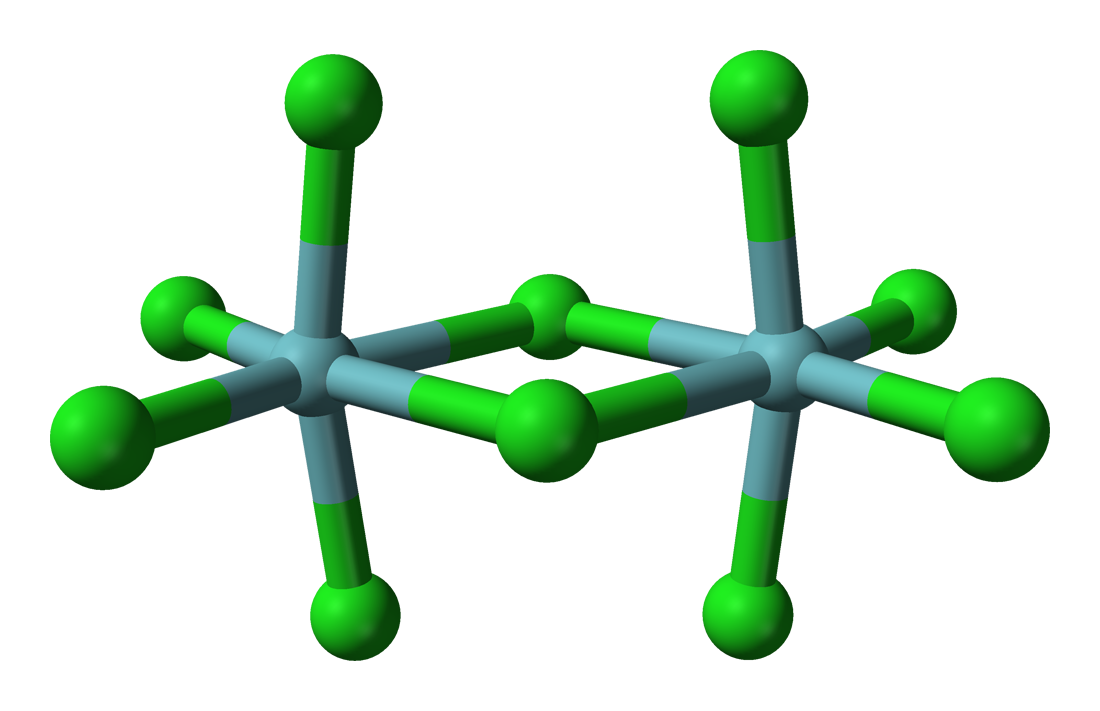
Modelo de bolas e varetas do pentacloreto de nióbio, onde existe a formação de um dímero.

O nióbio forma haletos com os estados de oxidação +5 e +4, assim como vários compostos não estequiométricos. Os pentahaletos (
NbX5) se caracterizam pelos centros octaédricos. O pentafluoreto de nióbio (NbF5) é um sólido branco com temperatura de fusão de 79,0 °C e o pentacloreto de nióbio (NbCl5) é um sólido amarelo (como na imagem à esquerda) com um ponto de fusão de 203,4 °C. Ambos são hidrolisados para produzir óxidos e oxihaletos, como o NbOCl3. O pentacloreto é um reagente versátil sendo utilizado nos compostos organometálicos, como o dicloreto niobioceno (
(C5H5)2NbCl2). Os tetrahaletos (
NbX4) são polímeros de coloração preta com ligações entre as partículas de nióbio, como, por exemplo, o tetrafluoreto de nióbio (NbF4) e o tetracloreto de nióbio (NbCl4).
Os haletos aniônicos de nióbio são muito conhecidos, devido em parte da acidez de Lewis dos pentahaletos. O mais importante é o [NbF7]2-, que é um produto intermediário na separação do nióbio e do tântalo em seus minerais. Este heptafluoreto tende a formar o oxopentafluoreto mais agilmente do que os compostos de tântalo. Outros haletos incluem o octaedro de [NbCl6]−:
Nb2Cl10 + 2 Cl− → 2 [NbCl6]−
Como para os outros metais, uma variedade de haletos fechados que sofrem a redução são conhecidos, sendo o primeiro exemplo: [Nb6Cl18]4−.

### Óxidos e sulfetos
O nióbio forma óxidos com os estados de oxidação +5 (Nb2O5), +4 (NbO2), e +3 (Nb2O3), como também mais raramente o estado de oxidação +2 (NbO). O composto mais encontrado é o pentóxido, precursor de quase todas as ligas e compostos de nióbio. Os niobatos são geralmente dissolvidos o pentóxido numa solução básica de hidróxido ou pela fusão de seus óxidos metálicos alcalinos. Os exemplos são: os niobatos de lítio (LiNbO3) e os niobatos de lantânio (LaNbO4). Nos niobatos de lítio é uma estrutura trigonalmente distorcida,onde o niobato de lantânio contém íons de 
NbO3−
4. As camadas de sulfeto de nióbio (NbS2) também são conhecidos.
Os materiais com um filme fino dos óxidos de nióbio (V) podem ser produzidos pelos processos da deposição química em fase vapor ou por deposição atômica, onde passa por uma decomposição térmica de etóxido de nióbio (V) sob temperatura de 350 °C.

## Produção

Produtores de nióbio em 2006

Somente a tantalita e a niobite são utilizados em escala industrial na produção do nióbio. Depois da separação inicial de outros compostos, é obtida uma mistura de pentóxido de tântalo e pentóxido de nióbio. A primeira etapa no processamento é a reação dos óxidos com o fluoreto de hidrogênio :
Ta2O5 + 14 HF → 2 H2[TaF7] + 5 H2O
Nb2O5 + 10 HF → 2 H2[NbOF5] + 3 H2O
Este processo em escala industrial denominado método Mariagnac foi desenvolvido por Jean Charles Galissard de Marignac e explora as diferentes solubilidades dos complexos fluoretos de nióbio e de tântalo, o monoidrato de oxipentafluorniobato dipotássico (K2[NbOF5]·H2O) e o heptafluortantalato dipotássico (K2[TaF7]) em água. Novos processos usam a extração dos líquidos das soluções de fluoretos com solventes orgânicos como o cicloexanona. Os complexos de fluoreto de nióbio e de tântalo são extraídos separadamente para os solventes orgânicos com água e ambos precipitam pela adição de fluoreto de potássio para produzir um complexo fluoreto de potássio, ou precipitado com amônia como o pentóxido:
H2[NbOF5] + 2 KF → K2[NbOF5]↓ + 2 HF
Resultando em:/
2 H2[NbOF5] + 10 NH4OH → Nb2O5↓ + 10 NH4F + 7 H2
Para a produção de nióbio metálico são empregadas as reações de redução eletroquímica, sendo os principais métodos para a produção: a eletrólise de uma mistura fundida de K2[NbOF5] e cloreto de sódio ou a redução de fluoreto com sódio. Com este segundo método de produção é possível conseguir um alto grau de pureza. A produção em larga escala é utilizada a redução do Nb2O5 com hidrogênio ou carbono. No processo que envolvem as reações aluminotérmicas utiliza-se uma mistura de óxido de ferro e óxido de nióbio que reagirá com alumínio:
3 Nb2O5 + Fe2O3 + 12 Al → 6 Nb + 2 Fe + 6 Al2O3
Para melhorar a reação, pequenas quantidades de oxidante, como o nitrato de sódio são adicionados, sendo produzidos: o óxido de alumínio e o ferronióbio, uma liga de ferro e nióbio utilizado na metalurgia. O ferronióbio contém cerca de 60 a 70% de nióbio. Sem a adição do óxido de ferro, a aluminotermia é utilizada para a produção de nióbio. Outros processos de purificação são necessários para as ligas supercondutoras. A função pelos elétrons à vácuo são utilizados pelos dois maiores produtores de nióbio.
A Companhia Brasileira de Metalurgia e Mineração é a maior produtora de níobio do mundo e é responsável pela comercialização 90 mil toneladas por ano. A jazida operada CMOC International Molybdenum no município de Catalão, em Goiás, produz 9 mil toneladas por ano.  Anualmente são comercializadas 120 mil toneladas de nióbio por ano. As estimativas do Serviço Geológico dos Estados Unidos a produção cresceu de 38.700 toneladas em 2005 para 44.500 toneladas em 2006. Estima-se que os recursos mundiais sejam de 4 400 000 toneladas de nióbio. Durante a década entre 1995 e 2005, a produção mais que dobrou, que no ano de 1995 produziu 17 800 toneladas. Desde 2009 a produção se estabilizou na marca de 63 000 toneladas por ano.
| País                           | 2000   | 2001   | 2002   | 2003   | 2004   | 2005   | 2006   | 2007   | 2008   | 2009   | 2010   | 2011   | 2012   | 2013   | 2014   |
| ------------------------------ | ------ | ------ | ------ | ------ | ------ | ------ | ------ | ------ | ------ | ------ | ------ | ------ | ------ | ------ | ------ |
| Brasil                         | 30 000 | 22 000 | 26 000 | 29 000 | 29 900 | 35 000 | 40 000 | 57 300 | 58 000 | 58 000 | 58 000 | 58 000 | 63 000 | 45 000 | 53 000 |
| Austrália                      | 160    | 230    | 290    | 230    | 200    | 200    | 200    | N/D    | N/D    | N/D    | N/D    | N/D    | N/D    | N/D    | N/D    |
| Canadá                         | 2 290  | 3 200  | 3 410  | 3 280  | 3 400  | 3 310  | 4 167  | 3 020  | 4 380  | 4 330  | 4 420  | 4 400  | 5 000  | 5 000  | 5 000  |
| República Democrática do Congo | N/D    | 50     | 50     | 13     | 52     | 25     | N/D    | N/D    | N/D    | N/D    | N/D    | N/D    | N/D    | N/D    | N/D    |
| Moçambique                     | N/D    | N/D    | 5      | 34     | 130    | 34     | 29     | N/D    | N/D    | N/D    | N/D    | N/D    | N/D    | N/D    | N/D    |
| Nigéria                        | 35     | 30     | 30     | 190    | 170    | 40     | 35     | N/D    | N/D    | N/D    | N/D    | N/D    | N/D    | N/D    | N/D    |
| Ruanda                         | 28     | 120    | 76     | 22     | 63     | 63     | 80     | N/D    | N/D    | N/D    | N/D    | N/D    | N/D    | N/D    | N/D    |
| Produção mundial               | 32 600 | 25 600 | 29 900 | 32 800 | 34 000 | 38 700 | 44 500 | 60 400 | 62 900 | 62 900 | 62 900 | 63 000 | 69 000 | 51 000 | 59 000 |

Pequenas minas de nióbio foram encontradas nas minas de Kanyika no Malawi.

## Aplicações

### Aplicações hipoalergênicas: joias e medicamentos
O nióbio e suas ligas são fisiologicamente inertes e com características hipoalergênicas. Por estes motivos, o nióbio é encontrado em muitos dispositivos médicos como o marca-passo. Ele é tratado com hidróxido de sódio, formando-se um camada porosa utilizadas nos tratamentos de osseointegração.
Junto com o titânio, o tântalo e o alumínio, o nióbio pode também ser aquecido eletricamente e anodizado, resultando na produção de diversas colorações utilizando um processo conhecido como anodização de um metal reativo onde é aplicado na produção de joias. É um material com propriedades hipoalergênicas (que não causa alergias), por isso é utilizado na produção de joias.

### Eletrocerâmicas
O niobato de lítio é um material com propriedades ferromagnéticas, que são aproveitados na produção de telefones celulares, nos moduladores ópticos e na fabricação de aparelhos de superfície de ondas acústicas. Originado da estrutura ferroelétrica da perovskita, como do tantalato de lítio e do tantalato de bário, São considerados uma alternativa mais econômica para o desenvolvimento de capacitores, apesar da predominância dos capacitores de tântalo. O nióbio é adicionado com o vidro para aumentar o índice de refração, uma propriedade utilizada na indústria óptica na fabricação de óculos de grau.
O pentóxido de nióbio (Nb2O5) também é uma cerâmica conveniente para a obtenção de sensores de pH, de lentes óticas e nos filtros especiais para receptores de TV, entre outros.

### Ímãs supercondutores

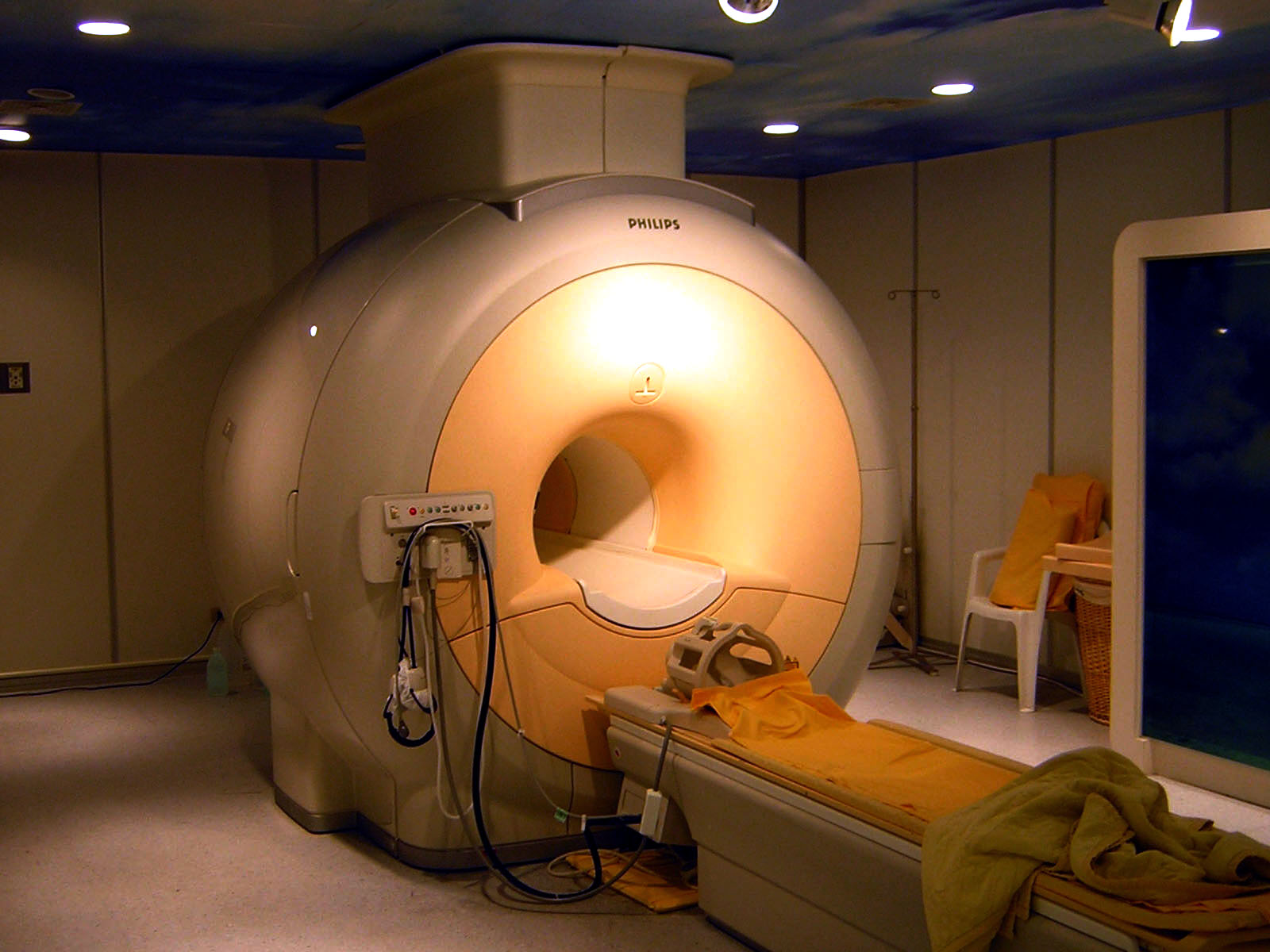
O scanner da máquina de ressonância magnética utiliza uma indução magnética de 3 teslas utilizando uma liga de nióbio supercondutora.

Os compostos de nióbio-germânio (
Nb3Ge), nióbio-escândio e as ligas de nióbio-titânio são utilizados como tipos de semicondutores II como fios de ímãs supercondutores. Estes ímãs supercondutores são utilizados nos instrumentos das máquinas de imagens por ressonância magnética e nas máquinas de ressonância magnética nuclear, como também, nos aceleradores de partículas. Por exemplo, o Grande Colisor de Hádrons utiliza 600 toneladas de cordões supercondutores de Nb3Sn e cerca de 250 toneladas de cordões supercondutores de NbTi.
Também os semicondutores com nióbio em estado nativo são utilizados nas cavidades dos aparelhos de radiofrequência nos lasers de elétrons livres nas pesquisas do FLASH (Free Electron Laser in Hamburg) e da European XFEL.
Pela alta sensibilidade do semicondutor na escala de frequência THz, o nitrito de nióbio é utilizado na produção de microbolomêtros, sendo um detector ideal de radiação eletromagnética. Eles foram testados no Telescópio Submilimétrico Heinrich Hertz, no telescópio do Pólo Sul, no Receiver Lab Telescope, na APEX (Atacama Pathfinder Experiment) e atualmente está sendo testado nos instrumentos de HIFI nas placas do Observatório Espacial Herschel.

### Ligas metálicas com base de nióbio
A liga C-103 foi desenvolvida no início dos anos de 1960 pela Wah Chang Corporation e a Boeing. A DuPont, Union Carbide, General Electric e outras companhias deste setor industrial, simultaneamente, desenvolveram também as ligas metálicas baseadas em nióbio, incentivadas pela Guerra Fria e a Corrida Espacial. A sensibilidade do nióbio em contato com o oxigênio requisitava dos fabricantes a construção de um sistema a vácuo ou de atmosfera inerte, o que aumentava significativamente os custos e tornavam a produção mais complicada. Os processos de fabricação solda por difusão a vácuo e a fusão por feixe de elétrons, que eram as inovações na época, permitiram a aplicação de metais reativos como o nióbio. O projeto que produziu o C-103 começou em 1959 com 256 ligas metálicas de Nb experimentais da "Série-C" (possivelmente c de colúmbio) que podiam ser fundidas em formato de gemas e dentro de bobinas de chapas metálicas. Wah Chang tinha o inventário do Hf, refinado em grau nuclear das ligas de zircônio, que foi disponibilizado para o comércio. A composição do centésimo e terceiro das ligas da Série-C, o Nb-10Hf-1Ti, tinha a melhor formabilidade e resistência sob altas temperaturas. Wah Chang fabricou o primeiro 500-lb quente da série C-103 em 1961, em lingotes para chapas, utilizando os processos de fabricação EBM e VAR. As aplicações que se destinam incluem a produção de componentes das turbinas a gás e nos metais líquidos dos permutadores de calor.

### Numismática
|                                                        |  |  |
| Moeda de prata e nióbio de 25 euros (Münze Österreich) |  |  |

O nióbio é utilizado como um metal precioso nas moedas comemorativas, apenas com prata ou ouro. Por exemplo, a Áustria produziu uma série de moedas de euro de prata e nióbio a partir de 2003, a sua coloração é dada pelo fenômeno de difração da luz, graças a uma fina camada de óxido produzido via anodização. Em 2012, dez moedas estão disponíveis apresentando uma variedade de cores no centro da moeda, sendo elas : azul, verde, marrom, violeta, roxo ou amarelo. Além destes, dois exemplos são das moedas austríacas: a de €25 de ouro e prata em comemoração aos 150 anos de inauguração da Via Férrea de Semmering, e em 2006 as moedas de €25 em comemoração a inauguração do Galileo.
A casa da moeda da Áustria produziu para a Letônia uma série de moedas similares a partir de 2004,
seguindo até 2007. Em 2011, a casa da moeda canadense régia começou a produção de $ 5 das moedas de prata e nióbio batizado de Hunter's Moon. Em 2019 a casa da moeda do Brasil, no âmbito das comemorações dos 25 anos do Plano Real, lançou uma série de moedas comemorativas, tendo sido uma destas feita em nióbio. 

### Produção de aço
O nióbio é um elemento microligante eficiente para o aço. A adição deste elemento químico ocasiona a formação de carboneto de nióbio e do nitreto de nióbio dentro da estrutura do aço. Estes compostos melhoram o refinamento do grão, retardam a recristalização e o endurecimento por precipitação do aço. Estes efeitos por sua vez aumentam à resistência, força, conformabilidade e soldabilidade das microligas de aço. As microligações de aços inoxidáveis têm um teor de nióbio inferior a 0,1%. Esta é uma liga importante no aço de alta resistência e baixa liga que é muito utilizada na indústria automobilística devido a sua grande resistência. Estas ligas de nióbio têm elevada resistência, e quando conveniente, são empregadas para a fabricação de oleodutos.  Ambientalmente é positivo, pois menos aço utilizado resulta em menos emissão de CO2. A adição de nióbio reduz a porcentagem de carbono no aço, melhorando sua capacidade de soldabilidade; Também atende às exigências legais quanto a terremotos e incêndios. Exemplo dessas estruturas são as torres eólicas e de transmissão, os trilhos e rodas ferroviários, construção de navios e plataformas marítimas de petróleo, pontes, edifícios e aeroportos.

### Superligas

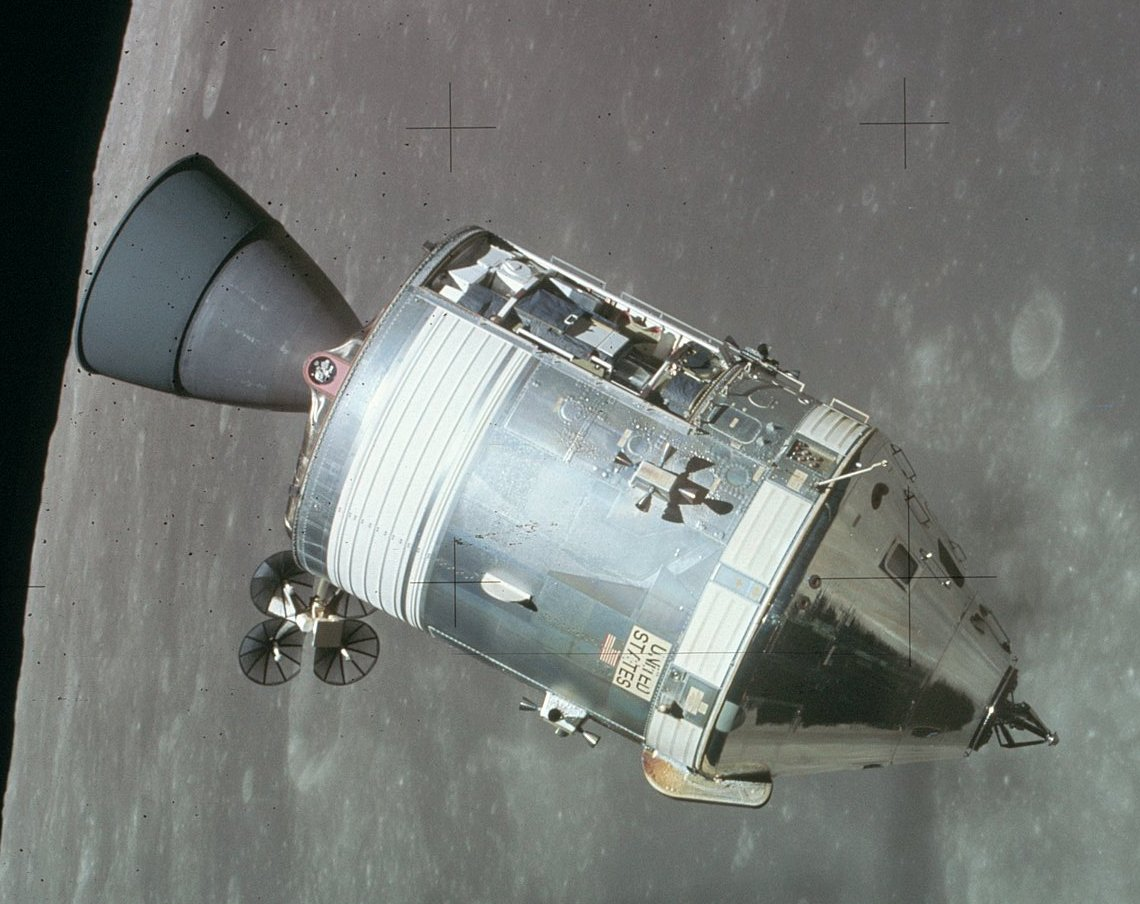
O bocal de escapamento da nave Apollo 15 CSM, visto aqui em órbita lunar, utiliza liga de nióbio-titânio.

Quantidades consideráveis do nióbio, seja ela em forma alotrópica ou na produção de ferronióbio e níquel-nióbio, são utilizadas em superligas de ferro, níquel e cobalto para a produção de componentes de motores a reação, nas turbinas a gás, subligações de foguetes, turbocompressores, resistências à calor e equipamentos de combustão. O nióbio precipita uma fase de γ'' na granulação da superliga. As ligas contém cerca de 6,5% de nióbio. Um exemplo de liga que contém nióbio é a liga niquelada do Inconel 718, que consiste de cerca de 50% de níquel, 18,6% de cromo, 18,5% ferro, 5% de nióbio, 3,1% molibdênio, 0,9% de titânio, e 0,4% de alumínio. Estas superligas são utilizadas, por exemplo, nos sistemas de purificação de ar utilizados no programa Gemini.
Uma liga utilizada para os bocais de propulsão dos foguetes de combustível líquido, em especial nos motores do Módulo Lunar Apollo, é a liga de nióbio C-103 que é composta de 89% de nióbio, 10% de háfnio e 1% de titânio. Outra liga de nióbio foi utilizada nos bocais do Módulo de Comando e Serviço Apollo. Como o nióbio é oxidado sob temperaturas de 400 °C, um revestimento de proteção é necessário para evitar a possibilidade de tornar a liga quebradiça.

### Outras aplicações
- Utilizado em indústrias nucleares devido a sua baixa captura de nêutrons termais;
- Os selos arcos voltaicos de lâmpadas de vapor de sódio de alta pressão são feitos de nióbio, ou nióbio com 1% de zircônio, pela similaridade do coeficiente térmico das cerâmicas sinterizadas de alumínio, um material translúcido que resiste às reações de redução ou ataques químicos pelo aquecimento do sódio líquido ou de seus vapores dentro da lâmpada;[117][118][119]
- O nióbio se converte num supercondutor quando reduzido à temperaturas criogênicas.[120] Na pressão atmosférica (e quando puro) tem a mais alta temperatura crítica entre os elementos supercondutores de tipo I, 9,3 K. Além disso, é um elemento presente em ligas de supercondutores que são do tipo II (como o vanádio e o tecnécio), significando que atinge a temperatura crítica a temperaturas bem mais altas que os supercondutores de tipo I.[27]
- O nióbio metálico é também utilizado na solda por arco elétrico pela capacidade de quimicamente estável de aço inoxidável;[121]
- Ele é conveniente como um material anódico nos sistemas de proteção catódica nos tanques de água, que são geralmente galvanizados de platina.[122][123]
- O nióbio é um componente importante dos catalisadores heterogêneos de alto desempenho para a oxidação seletiva de propano em ácido acrílico.[124][125][126][127]

## Precauções
Desconhece um papel biológico relacionado ao nióbio. A poeira do elemento pode irritar os olhos e a pele e pode apresentar riscos de entrar em combustão. Porém em larga escala o elemento nióbio é fisiologicamente inerte (e, portanto hipoalergênico) e inofensivo. Ele é frequentemente utilizado em joias e tem sido testado em implantes médicos.
Os compostos que contém nióbio são raramente encontrados, porém muitos deles são tóxicos e devem ser tratados com cuidado. Há teste sobre a exposição de curto e longo prazo dos niobatos e os cloretos de nióbio em ratos. Tratados com uma injeção de pentacloreto de nióbio ou os niobatos eles apresentam uma dose letal mediana (LD50) entre 10 e 100 mg/kg. A toxicidade por via oral é baixa, apresentando após sete dias uma dose letal LD50 de 940 mg/kg LD50.